# موريس جي. بيرنسايد
موريس جي. بيرنسايد هو مؤلف ومدرس وسياسي أمريكي، ولد في 23 أغسطس 1902 في كولومبيا في الولايات المتحدة، وتوفي في 2 فبراير 1991 في ويلسون في الولايات المتحدة. نشط حزبياً في الحزب الديمقراطي.

## مناصب
- انتخب بيروقراطي.
- انتخب بيروقراطي (1961 – 1968).
- انتخب مندوب [الإنجليزية]‏.
- انتخب عضو مجلس النواب الأمريكي [الإنجليزية]‏ (3 يناير 1955 – 3 يناير 1957).
- انتخب عضو مجلس النواب الأمريكي [الإنجليزية]‏ (3 يناير 1949 – 3 يناير 1953).